# Paracanthurus hepatus
Genre
Espèce
Statut de conservation UICN

 LC  : Préoccupation mineure

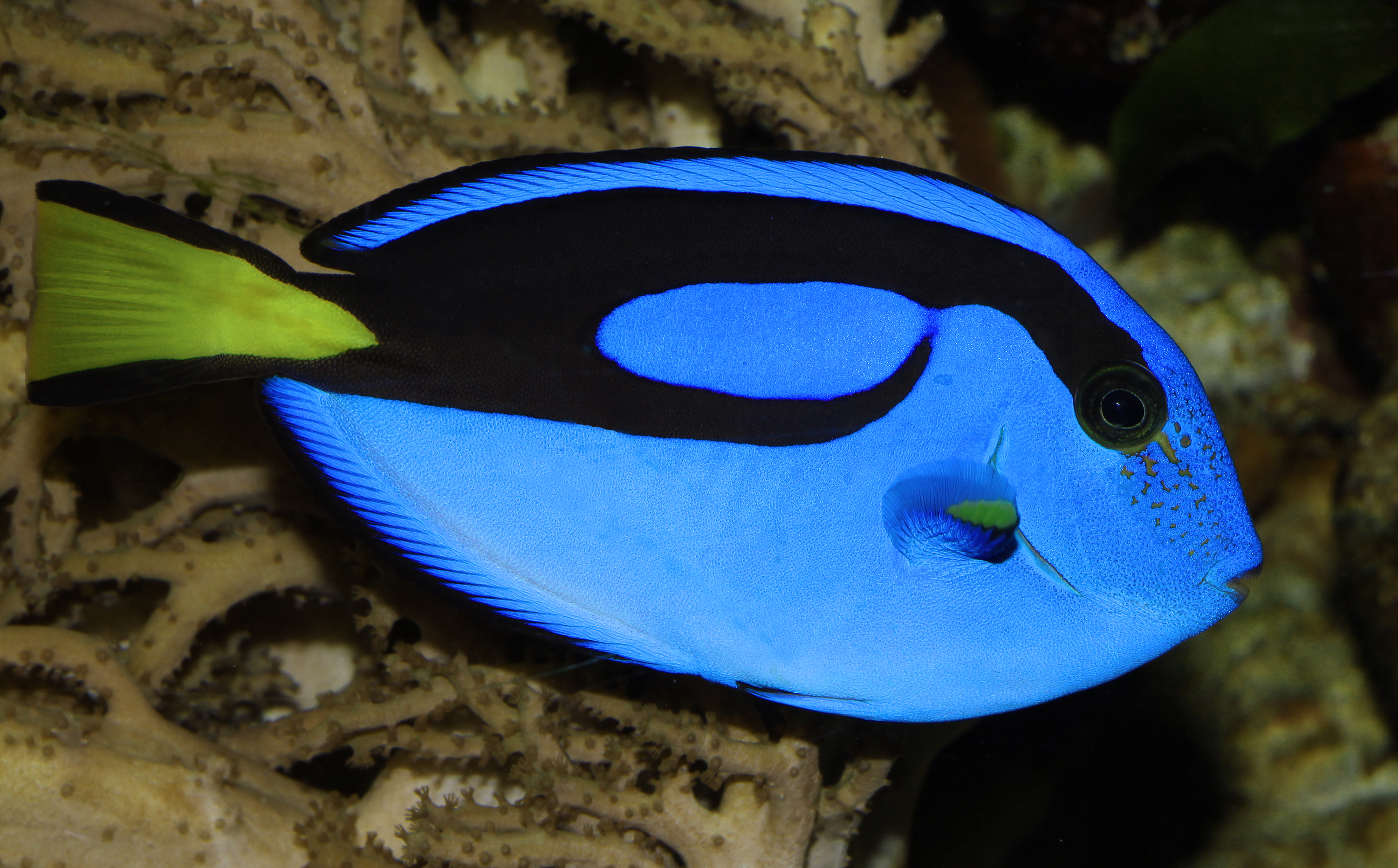
Un Paracanthurus hepatus.

Paracanthurus hepatus, communément appelé Chirurgien bleu ou Chirurgien-palette ou Chirurgien à queue jaune, est une espèce de poissons de la famille des Acanthuridae, unique représentant du genre Paracanthurus (monotypique).
Pour se défendre de ses prédateurs, il a une épine cachée contre son corps à la base de sa queue.
Ce poisson mange essentiellement du zooplancton et parfois des algues benthiques.
Il se rencontre dans la région Indo-Pacifique. Dans la nature, on le trouve à une profondeur de 10 à 40 m.
Véritable best seller de l'aquariophilie marine avec Zebrasoma flavescens et Amphiprion ocellaris, il est cependant assez sensible aux maladies de peau et à ce titre déconseillé aux débutants malgré sa présence fréquente en animalerie. Il doit être maintenu dans un bac de 300 litres minimum.

## Description
Le Paracanthurus hepatus possède un corps principalement bleu-bleu roi avec une tache noir longiforme et une queue jaune. Certains spécimen dans l'océan indien possède aussi un ventre jaunâtre. Il possède aussi une nageoire caudale jaune. Le poisson chirurgien mesure habituellement autour de 25 cm mais peut atteindre 31 cm de longueur (taille maximale connu) et pèse, chez l'adulte, environ 600 g.

## Dans la culture
Dans les films d'animation Pixar Le Monde de Nemo (2003) et Le Monde de Dory (2016), le poisson femelle amnésique Dory est un chirurgien bleu.